# Олександр. Невська битва
«Олекса́ндр. Не́вська би́тва» (рос. Александр. Невская битва) — російський історичний фільм 2008 року режисера Ігоря Кальонова, який також виступив одним з продюсерів. Бюджет картини склав 10 млн. доларів. Прем'єра відбулась 1 травня 2008 року. Стрічка розповідає про події, що передували Невській битві 1240 року, та про саму битву, а головним персонажем є князь Олександр Ярославович. У батальних сценах фільму брали участь реконструктори.

## Сюжет
Під час полювання молодий князь Олександр Ярославович бачить напад розбійників на лівонського лицаря. Він приходить йому на допомогу. Після перемоги над розбійниками князь запрошує врятованого до Новгорода. Андреас фон Вельвен говорить, що всього лише мандрівник, проте князь і воєвода йому не довіряють і слідкують за ним. У підземному ході під містом лицар зустрічається з двома боярами, які обіцяють зробити мапу Неви з позначеннями небезпечних і підходящих для висадки на берег місць, але вимагають, щоб влада перейшла до князя з русичів, а не ставленика шведів. Вони також отримують умовний знак — рукавицю. Підготувати населення міста до здачі бояри доручають юродивому Корнилію.
Слуга і друг князя Ратмир тим часом сватає у Полоцьку княжну Олександру для Олександра Ярославовича й відвозить дари від нього, проте сам у неї закохується. Під час ходу до Новгорода на дорозі знаходять пораненого княжича Святослава з Торжка, який зарізав ножем ведмедя, що напав на нього після атаки татар. Олександр забирає його до Новгорода. А. фон Вельвен же прибуває до короля Еріка XI, який планує здійснити хрестовий похід на русичів, і передає йому другу рукавицю, щоб шведи змогли отримати мапу від бояр. Король доручає цей похід майбутньому зятю Біргеру Магнуссону та його кузену Ульфу Фасе. В цей час хтось купує у відьми отруту і випробовує на ній.
Відбувається весілля князя Олександра. Бояри підносять хутра у подарунок. Ратмира запрошує на танок Дарина, донька воєводи, але він весь час дивиться на княжну, а потім не витримує і йде. М'ясник знаходить у тулубі вбитого ведмедя стрілу, хоча Святослав казав, що самотужки вбив того ножем. Він хоче показати знахідку Ратмиру, але той його не слухає. Це помічає божевільний Яшка і намагається розповісти князю, проте не може (татари відрізали йому язик). Яшку відганяють і він опиняється під столом, де бачить, що хтось підливає у вино князю отруту. В цей час йде Ратмир. Яшка встигає відібрати чашу в Олександра і випиває сам. Після цього він помирає, починають шукати винного. Кожен тримав чашу, але на місці немає лише Ратмира. Знаходять мертвого м'ясника, з яким раніше посварився Ратмир і вирішують, що це він вчинив ці злочини.
Ратмир повертається, коли князя відвідують монахи-посли від католицького єпископа, що пропонують йому нову віру, але він відмовляється. Ратмира саджають до ями, бо князь певен, що це він зрадник. Монахи зустрічаються у підземеллі з боярами-бунтівниками Куліком і Батковим, які показують мапу. Проте під каптурами ховались князь і воєвода, який одразу вбиває Баткова. Кулік отримує доручення передати мапу справжнім монахам, за якими буде слідкувати Яков Полочанин. Боярин виконує доручення і починає тікати, але воєвода кидає йому в спину спис. Корнилій починає підмовляти людей, але воєвода його вбиває. Також він здогадується, що Святослав не зміг би сам вбити ведмедя, а князь згадує намагання пояснити Яшки. Його ув'язнюють, а Ратмира звільняють.
До князя Олександра прибуває посол від Бату-хана, що вимагає платні. Олександр обіцяє, що заплатить, коли переможе шведів. Святослав тікає і приймає католицьку віру й лицарство (насправді він княжич Дмитро Ярославович, син супротивника батька Олександра, колишнього князя Пскова). Дмитро обіцяє батьку відновити несправедливість. Шведи виступають. На Іжорі їх кораблі зустрічають Пелгусій і Яков, який одразу вирушає за князем. Яков прибуває на боярську раду, де князя звинувачують у смерті двох бояр і співпраці з татарами. Проте тепер він мусить йти назустріч ворогам. Бояри говорять, щоб він не повертався, якщо програє. Князь молиться і виступає. Старшина Пелгусій говорить про своє видіння Бориса і Гліба, що йдуть на допомогу, проте Олександр не хоче заздалегідь обнадіювати воїнів. Шведи стали табором, де й було відмічено на мапі.
Зрання русичі починають досить успішно атакувати табір лицарів. Особливо відзначаються Гаврило Олексич, Сбислав Якунович, Яков Полочанин, Савва, воєвода Меша і Ратмир. Князь і сам вступає у бій. Зі спини хоче напасти Дмитро, але Ратмир починає з ним бій і вбиває його, хоча й сам смертельно поранений. Олександр сідає на коня і йде на поєлинок з Біргером, ранить його списом в обличчя. Шведи починають відступати до кораблів. Андреас фон Вельвен повідомляє про перемогу князя Олександра, за яку він отримав прізвисько Невський. Проте після сварки з боярами він мусить поїхати до Переславля. 1242 року він очолює руське військо для битви на Чудському озері з армією А. фон Вельвена.

## Ролі
- Антон Пампушний — князь Олександр Невський
- Ігор Ботвін — Ратмир, приятель князя
- Світлана Бакуліна — княжна Олександра Брячиславівна Полоцька, дружина князя Олександра
- Павло Трубінер — Дмитро Ярославович
- Богдан Ступка — князь Ярослав, батько Дмитра
- Юлія Галкіна — Дар'я, донька воєводи
- Сергій Лисов — воєвода Меша (у титрах Міша)
- Олександр Стьопін (Орлов) — Андреас фон Вельвен, віце-магістр Лівонського ордена
- Дмитро Биковський-Ромашов — Біргер Магнуссон, командуючий шведським десантом
- Нодарі Джанелідзе — божевільний Яшка
- Тунгишбай Жаманкулов — посланець монголів
- Лев Єлісеєв — Федір Данилич, вчитель Олександра і Ратмира
- Сергій Русскін — Гаврила Олексич, керівник загону русичів
- Семен Мендельсон — Яков Полочанин, ловчий князя
- Денис Шведов — Сбислав Якунович (у титрах Янукович)
- Валентин Захаров — Савва, молодий воїн
- Валерій Кухарешин — Ерік XI, король Швеції
- Артем Лещик — Ульф Фасе, кузен Біргера
- Андрій Федорцов — юродивий Корнилій
- Юрій Тарасов — блазень Еріка XI
- Артур Ваха — голова боярської ради
- Євген Капітонов — боярин Роман Кулік
- Роман Литвинов — боярин Олексій Батков

## Критика
- Рейтинг фільму на сайті IMD — 5,0/10.